# Xα法
Xα法（エックスアルファ法、英: Xα method）はハートリー＝フォック近似における交換相互作用についての近似法。
ポテンシャルが、一般の非一様な電子密度に対しても同様の式で成り立つとした近似（Hartree–Fock–Slater近似）の次の拡張として、この交換相互作用ポテンシャルの式にパラメータαを導入したもの。このパラメータαから、Xα法と言われるようになった。
パラメータαの値は、2/3から1の間の値をとる。値は経験的に決められる。
バンド計算では、不完全であるが相関効果も取り入れた、局所密度近似とその拡張が主流となっている。